# Nichtmegalithische Langhügel
Nichtmegalithische Langhügel (englisch non-megalithic monuments) sind eine Monumentgruppe, die sich ähnlich wie Hünenbetten ohne Kammer in einem Streifen von Frankreich über England bis nach Polen nachweisen lassen, aber Ostengland geradezu dominieren und in Schottland vereinzelt vertreten sind. Die besonders auf Yorkshire und um Stonehenge konzentrierten Hügel bestehen aus Erde, sind also Tumuli (englisch Barrows). Die schottische Abart, der Long Cairns (Dalladies, Lochhill, Slewcairn) sind sie in Schottland häufig in England dagegen wenig verbreitet.

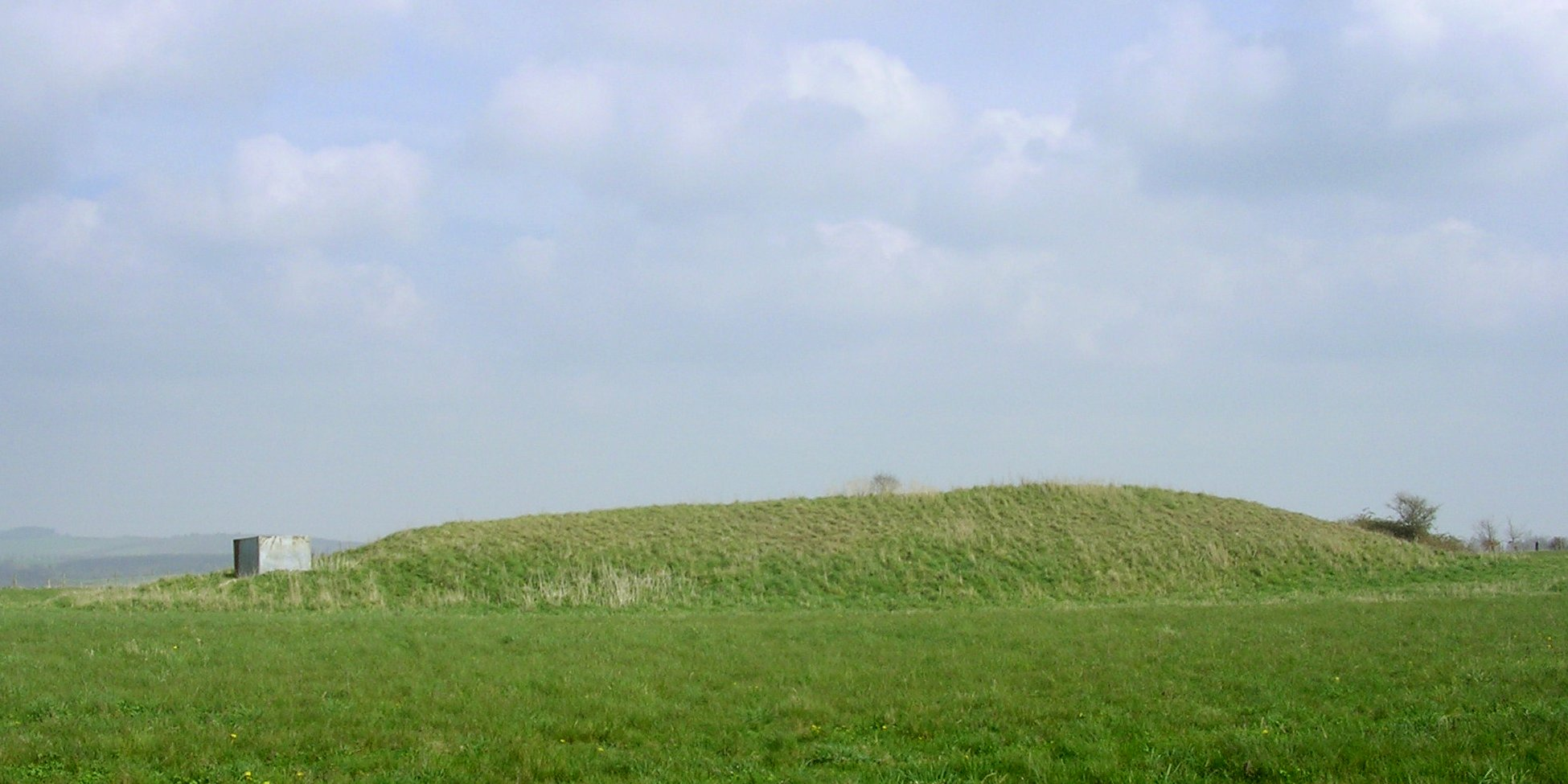
Der Nordhügel von Gussage down

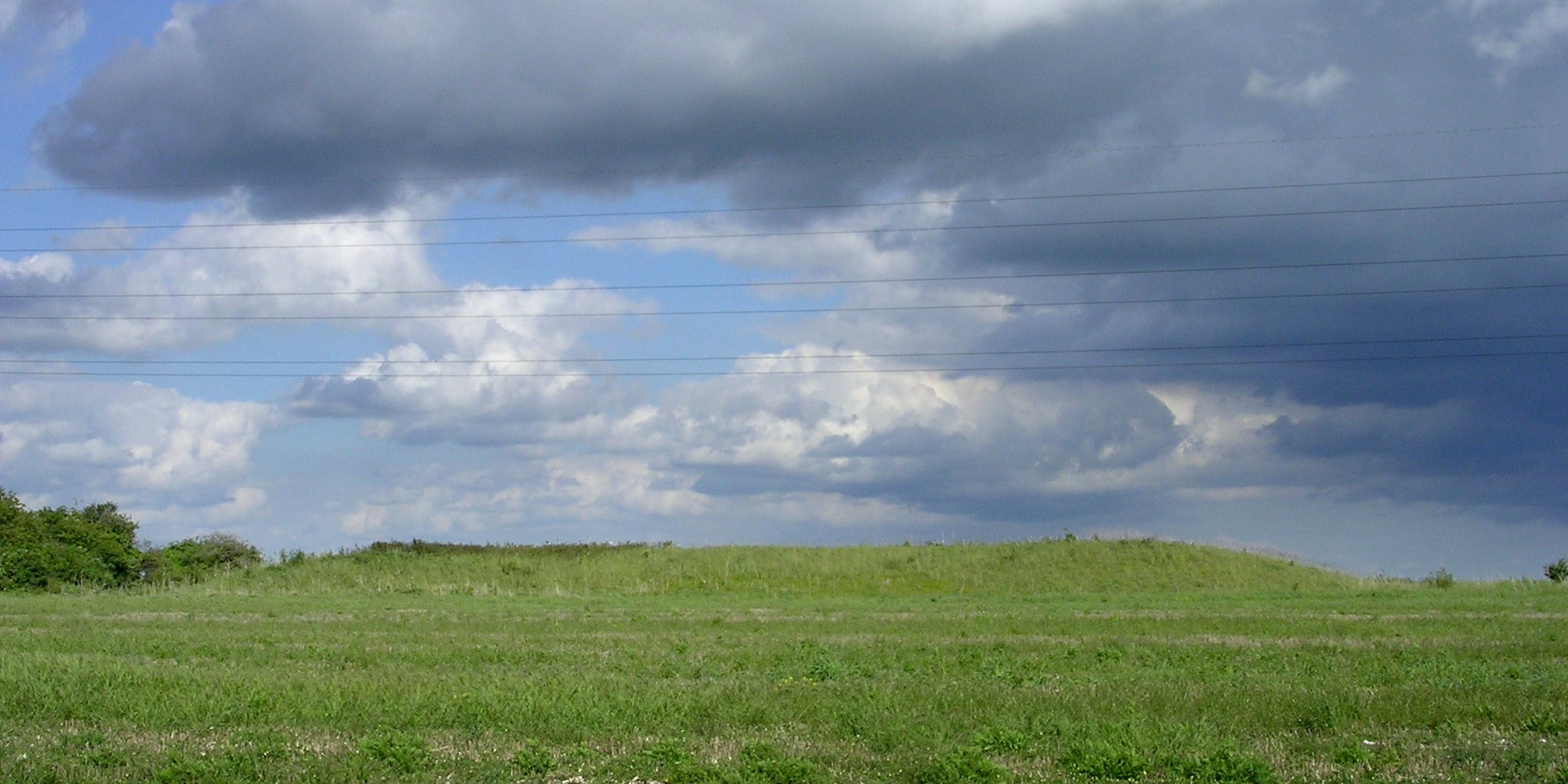
Grans Barrow in Hampshire

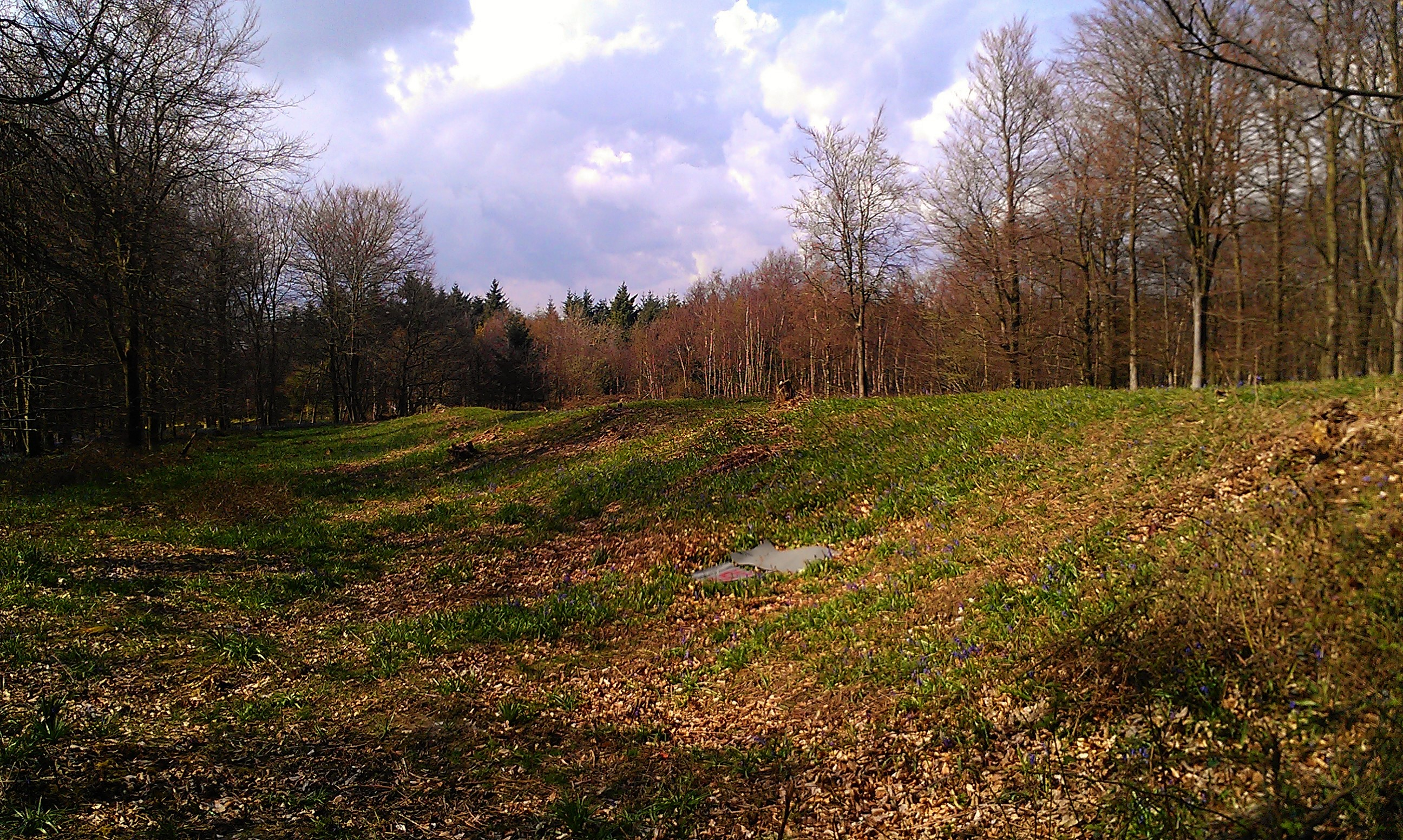
Jacket’s Field Long Barrow in Kent

Der Gebrauch von Holz, Kreide und Torf um Grabräume zu bauen, die von Erdhügeln bedeckt wurden, wurde ähnlich wie die Verbreitung von unmegalithischen und megalithischen Anlagen im Gebiet der Trichterbecherkultur (TBK), allein durch die Verfügbarkeit der Ressourcen und der Abwesenheit von mit steinzeitlichen Mittels zu bearbeitenden Steinen bestimmt.
Besser sind die Daten für diese auch „Earthen Long Barrows“ genannten Hügel in Großbritannien datiert als für die unter dem Namen Anlagen vom Typ Konens Høj gefassten Hügel in Dänemark (Barkjær) und die Anlagen vom Niedźwiedź-Typ in Mitteleuropa für die eine Nutzung ab etwa 4000 v. Chr. ausgewiesen wird. In beiden Regionen ist wenig später eine Verbindung mit der, bzw. eine Fortsetzung der Langhügel- und der Megalithtradition zu beobachten, wie sie in den Anlagen vom Typ Clyde- und Cotswold Severntyp deutlich wird. Die Bewertung dieses Phänomens steht indes zum Teil noch aus.

## Südengland
Die Verbreitung bestimmter Materialien und Formen erzeugte auf den Britischen Inseln ein Muster, das es ermöglicht die Anlagenart, die von Ausnahmen abgesehen nur in der Osthälfte der Insel vorkommt, als eigenständig anzusprechen. Dabei werden drei Gruppen „kammerloser Anlagen“ von den Megalithanlagen, die vornehmlich in der Osthälfte der Insel und in Irland liegen, unterschieden:
- Nichtmegalithische Langhügel in England und in geringer Zahl in Schottland
- Nichtmegalithische Rundhügel in Mittel- (Giant’s Hills) und Südengland sowie in Schottland (Callis Wold)
- Steinkammerlose Long Cairns, Cairns, ohne Kammern in Schottland und Nordengland
- Medway Tombs, die einzigen megalithischen Barrows in der Tumuliregion Englands

Eine sehr kleine Gruppe (z. B. Long Barrows von Mossthorn in Cumbria, Tumulus von Vestrafiold Orkney) besteht aus Hügeln die aus einem Gemisch aus Erde, Holz und Steinen bestehen.
Ungefähr 200 Langhügel überlebten in Südengland, die größten Konzentrationen, liegen in den Grafschaften Dorset, Hampshire (Grans Barrow, Knap Barrow) und Wiltshire. Innerhalb des Gebiets können Akkumulationen erkannt werden:
- entlang des Dorset Ridgeway (21),
- auf der Cranborne-Chase (38),
- um Avebury (10 und 10 Megalithanlagen)
- auf der Salisbury Ebene (82).
- in den Sussex Downs (10)

Die Ansammlung der Hügel um Causewayed enclosures, hat dazu geführt, dass in diesen Verdichtungen spätere Stammesgebiete gesehen werden. Das Fehlen normaler Siedlungen macht die Angelegenheit jedoch unbelegt.
Die Erd- und Kreidhügel haben später unter der Landwirtschaft gelitten und sehr wenige überleben in ihrer eindrucksvollen Originalform. Der trapezoide Hügel von Pimperne bei Blandford Forum, in Dorset, ist einer der größten. Er ist 108 m lang und am Ostende, wo er 2,4 m hoch ist, 27,5 m breit. Die Höhe nimmt zum schmaleren Westende hin ab. Die größten Erdhügel sind etwa 100 m lang, aber die Mehrheit liegt zwischen 50 und 26 m. Die Orientierung ist zumeist ostwestlich. Das Ostende ist häufig breiter und bedeckt (soweit identifizierbar) den zweigliedrigen Grabraum.

## Beschreibung

### Die Kammer
Ausgrabungen der Hügel erbrachten wenig brauchbare Auskünfte über die Struktur. Im Detail unterscheiden sich die Anlagen zudem. Die Kammer hat jedoch immer eine nahezu rechteckige Form, die durch Gruben oder Posten an der Vorder- und Rückwand definiert wird. Der gut erhaltene Raum in Haddenham, in Cambridgeshire, ist ein langer geschlossener Holzkasten mit Fußboden, Seitenwänden und Dach, dessen große Bretter durch drei Reihen axialer Pfosten und seitliche Tonbänke unterstützt werden. Dieses eher seltene Muster kann außerdem bei Wayland’s Smithy, in Oxfordshire, erkannt werden. Der teilweise aus Steinen errichtete Raum scheint hier zeltartig, bedeckt gewesen zu sein. Das Vorhandensein eines Daches ist häufig unsicher. Die oberen Bereiche bei Nutbane in Hampshire, wahrscheinlich auch bei Fussell’s Lodge, in Wiltshire, scheinen dachlos gewesen zu sein. Die Skelettknochen waren von Zweigen oder Steinen bedeckt. Falls das Dach nicht abgehoben werden konnte, war der erneute Zugang ungeschickt gemacht. Bei Thickthom Down, in Dorset, wurde der Raum völlig aus Torf gebaut. Die Räume haben Längen zwischen zwei und sechs Metern und sind normalerweise etwa einen Meter breit. Die Höhe ist unsicher, aber Haddenham war wenig mehr als einen Meter hoch.

### Der Hügel
Der Hügel wird normalerweise durch eine umlaufende Holzwand definiert. Der Hügel von Nutbane, ist klein; die meisten anderen sind groß. Die Holzwand definiert bzw. stabilisiert den Hügel. Die Wände bestanden normalerweise aus einer dichten Palisade. Die Tiefe der Fundamentsohle weist darauf hin, dass sie an der Vorderseite hoch war. Der Hügel wurde aus Erde oder Kreide gebaut, die aus beiderseits angrenzenden Gruben stammte. Diese liegen normalerweise parallel zum Hügel. Bei Cranborne Chase wurden sie U-förmig verbunden und manchmal können sie den Hügel völlig umgeben. Die Hügel selbst waren sorgfältig gebaut und enthalten häufig auch axial Palisaden, die der Formstabilität dienten. Der Hügel macht das Denkmal aus, denn die Anwesenheit von mindestens drei Kenotaphen oder leeren Hügeln unter Wessexs Longbarrows zeigt, dass sie eine unabhängige Bedeutung entwickelten.
Die meisten neolithischen Langhügel waren 20 bis 120 Meter lang. Etwa die Hälfte liegt zwischen 30 und 60 Metern, sieben zwischen 80 und 95 Metern und zwei zwischen 120 und 140 Metern. Zu den längeren gehören:
1. Maiden castle long barrow
2. Trainford Brow; nördlich von Lowther, Cumbria
3. Pen Hill, Somerset
4. Long Bredy, Dorset
5. Broadmayne, Dorset

### Fassadenvorbauten
Pfostenlöcher vor der Fassade zeigen an einigen Plätzen die Anwesenheit einer dritten Struktur – eines Vorbaus, der auch als Leichenhalle verstanden wird. Die Form dieser Gebäude ist unterschiedlich. Bei Nutbane liegt es nicht vor der Fassade, sondern dahinter. Eine zunächst kleine quadratische Kammer wurde durch eine größere vorgebaute mit Satteldach ersetzt. Die Pfostenstruktur war bei Fussell’s Lodge und Wayland’s Smithy trapezoid. Wor Barrow scheint eine quadratische Vorhalle gehabt zu haben. Bei Haddenham lagen zwei Linien von Pfosten wie Anten vor der Fassade. Die Interpretation dieser Pfostenstruktur als Vorhallen, freistehende Türme oder Extrafassaden ist unsicher. Ihre Funktion ist unbekannt, kann jedoch mit der Aussetzung von Körpern zu tun haben. Dieses Element ist aber nur für das südliche Großbritannien charakteristisch. Die Bestattungen in den südenglischen Longbarrows sind häufig sehr gut bewahrt und die besten Belege für die Begräbnisrituale in Großbritannien.

### Funde
Es wurden keine Grabbeigaben gefunden und zerbrochene Tonware ist selten. Die Lebensdauer eines Holzgebäudes ist relativ kurz. Die Erweiterung und der Ersatz der ursprünglichen Kammer bei Nutbane deuten indes auf einen längeren Nutzungszeitraum.

### Nutzungsende
Die Entscheidung die Nutzung zu beenden erfolgte bewusst und war endgültig. In vielen Fällen werden die hölzernen Kammern verbrannt und damit unzugänglich gemacht. Dies wird besonders bei Nutbane registriert, wo die Kreide des Hügels versengt wurde, weil sie von glimmenden Bauhölzer bedeckt war.

## Nordengland
Die nordenglische Long Barrow Variante wird durch 54 erhaltene Denkmäler vertreten. 14 befinden sich auf den Hochebenen von Lincolnshire, 30 in Yorkshire darunter die größte Konzentration um das Great Wold Valley, die restlichen liegen in Derbyshire und im Lake District.
Äußerlich gibt es kaum Differenzen zwischen den nord- und südenglischen Long Barrows. Die Ausgrabungen offenbarten aber nicht nur Besonderheiten im Fassadendesign. Hinzu kommen verbrannte Knochen in den Kammern. Die Fassaden im Norden sind leicht konkav und strukturell getrennt vom Hügel. Eine zunehmende Tiefe des Fundamentgrabens zum Zentrum hin, verweist darauf, dass die Posten der Fassade, beiderseits des Zugangs, höher waren als in Südengland. Die konkaven Fassaden definieren den Vorhof effektiver als die konvexen oder geraden in Südengland. Es gibt selten Vorräume jedoch wurden drei Fällen Pfostenalleen gefunden. Bei der Anlage von Kilburn, wurde hinter der Kammer eine interne dachlose „Leichenhalle“ gefunden. Der Vorhof blieb feierlicher Raum, jedoch wurden bei Willerby Wold und Kilham, Feuersteine, Knochen und Tonscherben vor der Fassade angehäuft, bevor sie angezündet wurde.
Wie im Süden sind die Kammern schmal, liegen axial und werden durch Postengruben definiert. Besonders in Lincolnshire liegen sie auch lateral und losgelöst von der Fassade. Sie haben stets Seitenwände oder niedrige Bänke. Gruppen von Knochenhaufen, wie diejenigen von Wayland’s Smithy, deuten an, dass diejenigen, die dem Zugang am nächsten lagen, am effektivsten verbrannt sind, während diejenigen am Ende nur angekohlt waren.
Der Holzeintrag in die Kammer und die Regelmäßigkeit des Abbrennens der Anlagen (10 von 14 Beispielen auf den Hochebenen bei Yorkshire) weisen darauf hin, dass dies absichtlich erfolgte, so dass die Plätze letztlich Krematorien waren. Die einleitenden Stufen (Aussetzung, Zerteilung und Deponierung) erfolgten jedoch wie in Südengland.
Einige Langhügel im Lake District wurden mit Hilfe von Steinen errichtet. Im Skelmore Heads Long Barrow bei Ulverston in Cumbria scheinen aufrechte Steine, die Posten hölzerner Kammern zu imitieren. Diese Übertragung von Long Barrow-Elementen auf Steinkonstruktionen ist bedeutend und steht hinter der Entwicklung vieler Elemente der unterschiedlichen Typen von Megalithanlagen die axiale Galerien besitzen (in England zum Beispiel die Clyde tombs Cotswold Severn tombs).

## Überblick
Die Tradition übte offenbar, obwohl sie auf die Verwendung „großer Steine“ verzichtet, Einfluss auf die Gestaltung von Megalithanlagen aus. Die häufig trapezförmigen Langhügel werden zuerst in den nördlichen und westlichen Randgebieten der linearbandkeramischen Nachfolgekulturen errichtet, wenig später auch von der Trichterbecherkultur in Dänemark (Anlagen vom Typ Konens Høj) und Polen (Anlagen vom Niedźwiedź-Typ) und insbesondere von Kulturen in Großbritannien. Die Entdeckung der Anlagen im Pariser Becken bei Passy-sur-Yonne (Einhegung vom Typ Passy) zeigt, dass eine Klärung des Verbreitungsgebietes noch nicht endgültig ist.
Die verfügbaren Radiokarbondaten lassen noch keinen Rückschluss auf den Entstehungsraum der Anlagen zu. Die Daten für den nordpolnischen Langhügel von Lupawa deuten auf die erste Hälfte des 5. vorchristlichen Jahrtausends (kal. Bin-1814 5059-4846 BC[cal]). Auch die Daten von Les Fouaillages, auf den Kanalinseln, einer Anlage die neben Steineinbauten bestimmte Elemente des nichtmegalithischen Langhügels zeigt, fallen in das 5. Jahrtausend. Ähnliches gilt für den Tumulus St. Michel in Carnac, Bretagne, dessen Daten jedoch zu ungenau sind. Auch die aus dem Rahmen fallende Bestattung von „La Chaise“, Malesherbes im Pariser Becken mit der länglichen Steinpackung für ein Einzelgrab könnte in der Tradition der Langhügel stehen (Ly-1797 5320-4847 BC[cal]). Da es sich allerdings um zumeist mehrphasige Kultanlagen handelt, können sich unter einigen termini post quos Benutzungs- oder Konstruktionswerte verbergen.

## Verbreitung von Long Barrows in Lincolnshire
- Ash Hill, bei Binbrook
- Ash Holt, bei Cuxwold
- Beacon Plantation, bei Swaby
- Bully Hill, bei Tealby
- Burgh on Bain, bei Burgh on Bain
- Deadmen’s Graves I + II, bei Claxby St. Andrew
- Giant’s Hills I + II, bei Skendleby
- Hills Brough Farm, bei Caistor
- Hoe Hill I + II, bei Binbrook
- Spellow Hills, bei Ulceby Cross
- Tathwell, bei Tathwe